# Luke Willson
Luke Michael Willson (* 15. Januar 1990 in LaSalle, Ontario) ist ein ehemaliger kanadischer American-Football-Spieler. Er spielte auf der Position des Tight Ends, hauptsächlich für die Seattle Seahawks in der National Football League (NFL).

## Karriere

### CFL
Willson wurde im CFL  Draft 2012 von den Toronto Argonauts als 32. Spieler gewählt. Er lehnte es aber ab, dort zu spielen, da er bevorzugt für ein NFL-Team spielen wollte.

### NFL
Willson wurde im NFL Draft 2013 als 158. Spieler von den Seattle Seahawks ausgewählt. Er spielte in der Saison 2013 in jedem Spiel und erzielte seinen ersten Touchdown gegen die San Francisco 49ers in Woche 14. Willsons Rookiesaison endete mit dem Gewinn des Super Bowl XLVIII. In diesem fing er zwei Pässe für insgesamt 17 Yards.
Zur Saison 2014 wurde er nach Woche 3 zum Starter, da sich sein Vorgänger, Zach Miller, verletzte. In dieser Saison zog er erneut in den Super Bowl ein, verlor diesen jedoch.
In der Saison 2015 verlor er seinen Starterposten an die Neuverpflichtung Jimmy Graham. Nachdem sich dieser jedoch verletzt hatte, bekam Willson die Starterposition zurück. In Woche 16 erlitt Willson eine Gehirnerschütterung, wodurch er die restliche Regular Season ausfiel. Am 17. März 2017 unterschrieb Willson einen neuen Einjahresvertrag mit einem Gehalt von 3 Millionen US-Dollar bei den Seahawks.
Am 21. März 2018 unterschrieb Willson einen Einjahresvertrag über 2,5 Millionen US-Dollar bei den Detroit Lions. Hier fing er jedoch nur 15 Pässe für 87 Yards und keinen Touchdown, Karrieretiefstwerte. Am 29. März 2019 verpflichteten die Oakland Raiders Willson. Im Rahmen der finalen Roster Cuts wurde er vor Saisonbeginn entlassen.
Ende September 2019 wurde er erneut von den Seahawks unter Vertrag genommen. Am 3. November 2020 wurde er entlassen.
Am 17. November 2020 verpflichteten die Baltimore Ravens Willson für ihren Practice Squad. Während seiner Zeit bei den Ravens kämpfte Willson mit Verletzungen, erhielt aber auch Spielzeit im aktiven Hauptkader. Im Spiel gegen die Pittsburgh Steelers ließ er zudem einen wichtigen Pass in der Endzone fallen. Am 20. Dezember 2020 wurde er entlassen.
Am 30. Dezember 2020 wurde er in das Practice Squad der Seahawks aufgenommen und in den aktiven Kader am 6. Januar 2021 befördert. Ende August 2021 wurde er wiederverpflichtet. Einen Tag später gab er sein Karriereende bekannt.